# Japalura makii
Japalura makii är en ödleart som beskrevs av  Hidetoshi Ota 1989. Japalura makii ingår i släktet Japalura och familjen agamer. Inga underarter finns listade i Catalogue of Life.
Arten förekommer på Taiwan.